# テーブルクロス

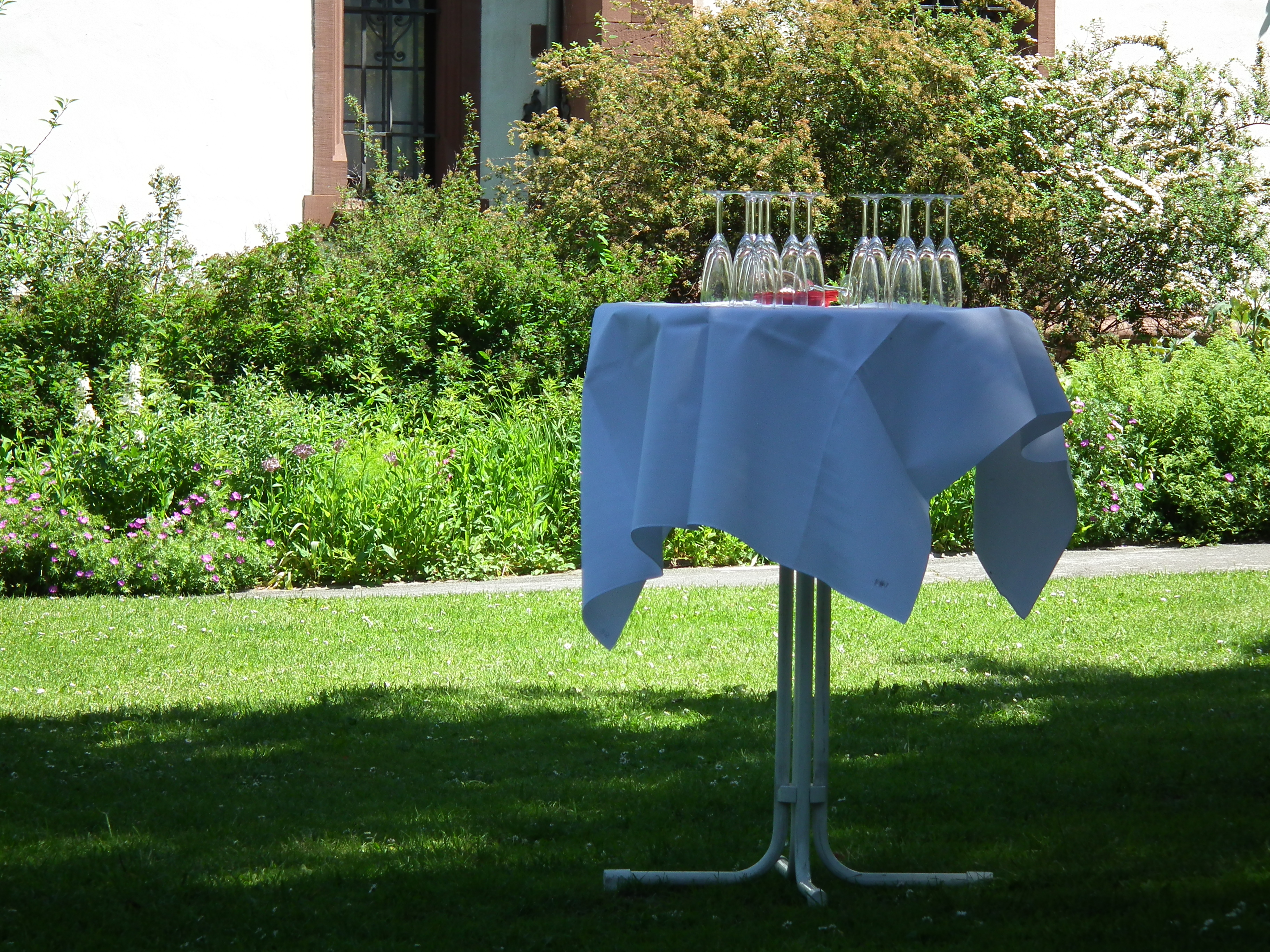

テーブルクロス（英語： tablecloth ）は、テーブルなどにおおいかぶせかける布である。材質、デザインなど、さまざまな趣向が凝らされることが多く、一概に述べることは難しいので、以下では伝統的な場合について述べる。

## 概要
普通の食卓用は、白色の、ダマスク・リネンで、食事を準備するときにテーブルの上に広げ掛けられ、その上に食器が置き並べられる。
幅は50インチから72インチほどで、中央とボーダーの紋様が調和するように作られている。
また、食事の時に限らず常にテーブルに掛けられる装飾型のテーブルクロスもある。
アフタヌーンティーの時は、白麻のレースで、レースや刺繍など繊細優美なものが用いられる。
掛け方としては、四方に垂らして全面をおおう法もあり、また、方形のテーブルに菱形に掛けて普通であれば覆いかくされて見ることのできない下のテーブルを見せる法もある。
特にテーブル中央に敷かれるものは「テーブルセンター」とも呼ばれ、「センター・ピース」ともいう。正方形のものはテーブル中央に菱形に置かれ、長方形のものはテーブルの中央を横切るように、テーブルの両長辺から30cmほど垂れるように敷く。大きな饗宴の場合は、テーブルセンターの上に装飾を兼ねながら、花あるいは「スウィーツ」を置く。

## テーブルクロス引き
「テーブルクロス引き」とは、食器の下に敷かれているテーブルクロスを、食器を倒したりテーブルから落としたりせずに、両手でいっきに引きぬく、慣性を利用した宴会芸、隠し芸である。なお、引きやすいよう、テーブルクロスの一辺に長い棒を仕込む場合もある。
慣性力と摩擦の関係を解説する際に例としてあげられることがある。
人間ではなく自動車で引く実験も行われている。